# Koninklijke Belgische Turnbond
De Koninklijke Belgische Turnbond (KBT), in het Frans Federation Royale Belge de Gymnastique (FRBG), is de Belgische nationale gymnastiekfederatie en de enige Belgische sportbond voor gymnastiek die wordt erkend door de Fédération Internationale de Gymnastique (FIG), European Gymnastics en het Belgisch Olympisch en Interfederaal Comité (BOIC).
De Koninklijke Belgische Turnbond is in 1865 onder leiding van Nicolaas Cupérus ontstaan en is de oudste sportfederatie in België. De belangrijkste rol van de KBT is het coördineren van de nationale evenementen, kampioenschappen en competities en het bepalen van de nationale selecties. Sinds 1977 zijn de Belgische sportbonden gefederaliseerd en bestaat KBT uit twee onafhankelijke en zelfstandige taalkundige vleugels:
- GymnastiekFederatie Vlaanderen (GymFed)
- Fédération francophone de gymnastique (FfG of Fédération Gym)

In 2016 organiseerde GymFed voor de FRBG-KBT in de Topsporthal Vlaanderen te Gent het Groot Belgisch Kampioenschap Gymnastiek (Groot BK) waarop Belgische titels worden uitgereikt voor:
- Toestelturnen
  - jongens
  - meisjes
- Dubbele minitrampoline
  - jongens
  - meisjes
- Trampoline individueel
  - jongens
  - meisjes
- Trampoline synchroon
  - jongens
  - meisjes
- Tumbling
  - jongens
  - meisjes
- Ritmiek
  - individueel
  - groepsoefening
- Acro
  - jongens - heren vier en heren paar
  - meisjes - meisjes drie en meisjes paar
  - gemengd - gemengd paar

Deze gemeenschappelijke formule met een Groot BK verving de individuele kampioenschappen als de Belgische kampioenschappen acrobatische gymnastiek of de Belgische kampioenschappen trampolinespringen zoals die de voorgaande jaren en daarop volgende jaren werden georganiseerd. De formule werd na 2016 een eerste maal hernomen bij het Groot BK 2022, terug in Gent.